# HD133281
HD133281 — хімічно пекулярна зоря спектрального класу B9, що має видиму зоряну величину в смузі V приблизно  9,0.
Вона  розташована на відстані близько 1336,7 світлових років від Сонця.

## Пекулярний хімічний склад
Зоряна атмосфера HD133281 має підвищений вміст 
Si
.